# جافني
جافني (كارولاينا الجنوبية) (بالإنجليزية: Gaffney, South Carolina)‏ هي مدينة تقع في الولايات المتحدة في كارولاينا الجنوبية. يقدر عدد سكانها بـ 12,449 نسمة ومساحتها 20.4 كم2 وترتفع عن سطح البحر 245 متر.

## التركيبة السكانية
حدّد مكتب تعداد الولايات المتحدة بيانات التركيبة السكانية لجافني في تعداد الولايات المتحدة. في ما يلي، التركيبة السكانية حسب تعدادي 2000 و2010.

### تعداد عام 2000
بلغ عدد سكان جافني 12,968 نسمة بحسب تعداد عام 2000، وبلغ عدد الأسر 5,304 أسرة وعدد العائلات 3,335 عائلة مقيمة في المدينة. في حين سجلت الكثافة السكانية 600.9 نسمة لكل كيلومتر مربع (1,556.3/ميل2). وبلغ عدد الوحدات السكنية 5,765 وحدة بمتوسط كثافة قدره 267.1 لكل كيلومتر مربع (691.8/ميل2).
وتوزع التركيب العرقي للمدينة بنسبة 53.48% من البيض و44.19% من الأمريكيين الأفارقة و0.15% من الأمريكيين الأصليين و0.45% من الأمريكيين ذوي الأصول الآسيوية و0.03% من سكان جزر المحيط الهادئ و0.99% من الأعراق الأخرى و0.71% من عرقين مختلطين أو أكثر و1.98% من الهسبانيون أو اللاتينيون من أي عرق.
بلغ عدد الأسر 5,304 أسرة كانت نسبة 32.3% منها لديها أطفال تحت سن الثامنة عشر تعيش معهم، وبلغت نسبة الأزواج القاطنين مع بعضهم البعض 37.1% من أصل المجموع الكلي للأسر، ونسبة 21.6% من الأسر كان لديها معيلات من الإناث دون وجود شريك،  بينما كانت نسبة 4.2% من الأسر لديها معيلون من الذكور دون وجود شريكة وكانت نسبة 37.1% من غير العائلات. تألفت نسبة 33.3% من أصل جميع الأسر من عدة أفراد يعيشون في نفس المنزل ونسبة 14.2% كانت تتألف من شخص يعيش بمفرده يبلغ من العمر 65 عاماً أو أكثر. وبلغ متوسط حجم الأسرة المعيشية 2.32، أما متوسط حجم العائلات فبلغ 2.96.
بلغ العمر الوسطي للسكان 37.5 عاماً. وكانت نسبة 23.3% من القاطنين تحت سن الثامنة عشر، وكانت نسبة 8.9% بين الثامنة عشر والرابعة والعشرين عاماً، ونسبة 25% كانت واقعةً في الفئة العمرية ما بين الخامسة والعشرين والرابعة والأربعين عاماً، ونسبة 22.4% كانت ما بين الخامسة والأربعين والرابعة والستين، ونسبة 15.4% كانت ضمن فئة الخامسة والستين عاماً فما فوق. يوجد لكل 100 أنثى 82.4 ذكر، ويوجد لكل 100 أنثى في الثامنة عشر من عمرها فما فوق 78.7 ذكر.
بلغ متوسط دخل الأسرة في المدينة 29,480 دولارًا، أما متوسط دخل العائلة فبلغ 38,449 دولارًا. وكان متوسط دخل الذكور 30,145 دولارًا مقابل 22,167 دولارًا للإناث. وسجل دخل الفرد الخاص بالمدينة 17,755 دولارًا. وكانت نسبة 13.3% من العائلات ونسبة 16.2% من السكان تحت خط الفقر، وكان من هؤلاء نسبة 19.2% تحت سن الثامنة عشر ونسبة 18% في الخامسة والستين من العمر وما فوق.

### تعداد عام 2010
بلغ عدد سكان جافني 12,414 نسمة بحسب تعداد عام 2010، وبلغ عدد الأسر 5,044 أسرة وعدد العائلات 3,028 عائلة مقيمة في المدينة. في حين سجلت الكثافة السكانية 575.3 نسمة لكل كيلومتر مربع (1,490.0/ميل2). وبلغ عدد الوحدات السكنية 5,784 وحدة بمتوسط كثافة قدره 268 لكل كيلومتر مربع (694.1/ميل2).
وتوزع التركيب العرقي للمدينة بنسبة 50.06% من البيض و45.70% من الأمريكيين الأفارقة و0.25% من الأمريكيين الأصليين و0.87% من الأمريكيين ذوي الأصول الآسيوية و0.09% من سكان جزر المحيط الهادئ و1.45% من الأعراق الأخرى و1.59% من عرقين مختلطين أو أكثر و3.07% من الهسبانيون أو اللاتينيون من أي عرق.
بلغ عدد الأسر 5,044 أسرة كانت نسبة 30% منها لديها أطفال تحت سن الثامنة عشر تعيش معهم، وبلغت نسبة الأزواج القاطنين مع بعضهم البعض 31.9% من أصل المجموع الكلي للأسر، ونسبة 23.4% من الأسر كان لديها معيلات من الإناث دون وجود شريك،  بينما كانت نسبة 4.8% من الأسر لديها معيلون من الذكور دون وجود شريكة وكانت نسبة 40% من غير العائلات. تألفت نسبة 34.4% من أصل جميع الأسر من عدة أفراد يعيشون في نفس المنزل ونسبة 14.4% كانت تتألف من شخص يعيش بمفرده يبلغ من العمر 65 عاماً أو أكثر. وبلغ متوسط حجم الأسرة المعيشية 2.34، أما متوسط حجم العائلات فبلغ 3.01.
بلغ العمر الوسطي للسكان 38.6 عاماً. وكانت نسبة 22.4% من القاطنين تحت سن الثامنة عشر، وكانت نسبة 11.8% بين الثامنة عشر والرابعة والعشرين عاماً، ونسبة 23.2% كانت واقعةً في الفئة العمرية ما بين الخامسة والعشرين والرابعة والأربعين عاماً، ونسبة 25.3% كانت ما بين الخامسة والأربعين والرابعة والستين، ونسبة 17.4% كانت ضمن فئة الخامسة والستين عاماً فما فوق. وتوزع التركيب الجنسي للسكان بنسبة 46% ذكور و54% إناث.

## أعلام
- فرانك أندروود
- لورانس ويلكيرسون
- آندي ماكدويل
- سيدني رايس
- برنارد روبنسون